# Buffalo Tom
Buffalo Tom est un groupe de rock alternatif américain, originaire de Boston. Il est formé en 1989, il restera actif pendant la majeure partie des années 1990. Il compte principalement le guitariste Bill Janovitz, le bassiste Chris Colbourn, et le batteur Tom Maginnis. Le nom du groupe s'inspire de Buffalo Springfield et du prénom du batteur.

## Biographie
Buffalo Tom est formé de l'amitié entre Chris Colbourn, Tom Maginnis, et Bill Janovitz, étudiants de l'University of Massachusetts at Amherst. Une autre relation amicale avec le guitariste et chanteur J Mascis de Dinosaur Jr.qui aidera à la production des deux premiers albums du groupe. Mascis jouera aussi de la guitare sur la chanson Impossible du premier album éponyme de Buffalo Tom.
Buffalo Tom sort aussi ses chansons Big Red Letter Day (1993), huitième des classements, et Sleepy Eyed (1995), quatrième des Heatseekers. Leur album, Big Red Letter Day, atteint la première place de l'UK Albums Chart en octobre 1993. Le groupe contribue à la chanson For All to See de l'album No Alternative, produit par la Red Hot Organization, et à la chanson Lolly Lolly Lolly, Get Your Adverbs Here au CD Schoolhouse Rock! Rocks. La chanson des Buffalo Tom Sodajerk est incluse dans la bande-son de la série télévisée Angela, 15 ans. Ils apparaissent aussi dans l'épisode 12 de la série, jouant Late at Night. L'épisode st à l'origine diffusé le 14 novembre 1994.
Le groupe écrit la chanson-thème de la sitcom The Mike O'Malley Show (1999). En 1999, la chanson Taillights Fade est utilisée dans le film Taillights Fade de Breckin Meyer et Elizabeth Berkley. Ils enregistrent aussi une reprise de Going Underground des Jam's pour l'album-hommage Fire and Skill: The Songs of the Jam. Publié comme single double face-A, avec une reprise de Carnation par Liam Gallagher et Steve Cradock, le single atteint la sixième place de l'UK Singles Chart en octobre 1999. Ils participent au Jon Stewart Show. Buffalo Tom jouent des concerts Hot Stove Cool Music pour la Foundation to Be Named Later.
Après une longue pause de plus d'une décennie, Buffalo Tom refait surface en 2007 pour jouer au festival South by Southwest et participer à plusieurs tournées américaines. Un album, Three Easy Pieces, est publié le 10 juillet 2007 au label New West Records. Le groupe joue un nombre de concerts américains, australien, et européens.
Le 24 novembre 2010, le groupe annonce sur Facebook et Twitter un nouvel album intitulé Skins, prévu pour mi-février 2011. Il est bien accueilli par AllMusic, et publié le 8 mars 2011 à leur propre label Scrawny Records, qui est distribué par Orchard.

## Membres
- Bill Janovitz / Tom Maginnis / Chris Colbourne

## Discographie

### Albums studio
- 1988 : Buffalo Tom (Beggars Banquet)
- 1990 : Birdbrain (Beggars Banquet)
- 1992 : Let Me Come Over (Beggars Banquet)
- 1993 : Big Red Letter Day (Beggars Banquet)
- 1995 : Sleepy Eyed (Beggars Banquet)
- 1996 : Spring Floor (KTS, live pirate)
- 1998 : Smitten (Beggars Banquet)
- 2007 : Three Easy Pieces (New West Records)
- 2011 : Skins (Scrawny Records)
- 2018 : Quiet and Peace (Schoolkids Records)

### Compilations
- 2000 : A Sides From Buffalo Tom (Beggars Banquet)
- 2002 : Besides Buffalo Tom (Beggars Banquet)

### Singles et EP
- 1989 : Sunflower Suit
- 1989 : Enemy
- 1990 : Crawl
- 1990 : Birdbrain
- 1991 : Fortune Teller
- 1992 : Velvet Roof
- 1992 : Taillights Fade
- 1992 : Mineral
- 1993 : Sodajerk (7e du Billboard Alternative Songs[12])
- 1993 : Treehouse
- 1994 : I'm Allowed
- 1995 : Summer
- 1995 : Tangerine
- 1998 : Wiser
- 1999 : Knot In It/ Rachael
- 1999 : Going Underground
- 2007 : Bad Phone Call
- 2011 : Guilty Girls[1]